# Copa do Mundo de Clubes da FIFA de 2020
A Copa do Mundo de Clubes da FIFA de 2020 foi a 17.ª edição desta competição realizada todos os anos pela Federação Internacional de Futebol (FIFA), reunindo os campeões continentais e o campeão do país anfitrião. A competição seria disputada em dezembro de 2020, mas devido a pandemia de COVID-19, o presidente da FIFA, Gianni Infantino, anunciou em um congresso da entidade que o evento seria adiado para o início de 2021, no Catar. Posteriormente, a FIFA confirmou a realização do torneio entre os dias 1 e 11 de fevereiro de 2021.
O Bayern de Munique, da Alemanha, conquistou seu segundo título dessa competição após vencer o Tigres UANL, do México, por 1–0 na final, e o sexto título na temporada, emulando o feito do Barcelona, da Espanha, em 2009. Foi também seu quarto título de nível mundial, tendo conquistado anteriormente duas edições da Copa Intercontinental, em 1976 e 2001.
Devido à desistência do Auckland City (OFC), teve-se a única vez em que um dos continentes não foi representando. Assim, a competição apresentou seis participantes pela primeira vez desde 2006, quando ainda não havia o play-off pré-quartas entre o time da Oceania e o campeão do país-sede.

## Processo de escolha
O Catar foi apontado como anfitrião para os torneios de 2019 e 2020 em 3 de junho de 2019, servindo como eventos de teste para a Copa do Mundo FIFA de 2022 que foi realizada no país.

## Equipes classificadas
| Confederação                                         | Equipe                          | Classificação                                    | Participação                                               |
| Disputa a partir das semifinais                      | Disputa a partir das semifinais | Disputa a partir das semifinais                  | Disputa a partir das semifinais                            |
| ---------------------------------------------------- | ------------------------------- | ------------------------------------------------ | ---------------------------------------------------------- |
| CONMEBOL                                             | Palmeiras                       | Campeão da Copa Libertadores da América de 2020  | 1ª                                                         |
| UEFA                                                 | Bayern de Munique               | Campeão da Liga dos Campeões da UEFA de 2019–20  | 2ª (2013)                                                  |
| Disputa a partir das quartas de finais               |                                 |                                                  |                                                            |
| AFC                                                  | Ulsan                           | Campeão da Liga dos Campeões da AFC de 2020      | 2ª (2012)                                                  |
| CAF                                                  | Al-Ahly                         | Campeão da Liga dos Campeões da CAF de 2019–20   | 6ª (2005, 2006, 2008, 2012, 2013)                          |
| CONCACAF                                             | Tigres UANL                     | Campeão da Liga dos Campeões da CONCACAF de 2020 | 1ª                                                         |
| Disputa a partir do playoff para as quartas de final |                                 |                                                  |                                                            |
| OFC                                                  | Auckland City (desistente)      | Nomeado pela OFC                                 | 10ª (2006, 2009, 2011, 2012, 2013, 2014, 2015, 2016, 2017) |
| País-sede                                            | Al-Duhail                       | Campeão da Qatar Stars League de 2019–20         | 1ª                                                         |

## Arbitragem
Esta é a lista de árbitros e assistentes que atuam na competição.
| Confederação | Árbitros                             | Assistentes                                                                  | Árbitros de vídeo                    |
| ------------ | ------------------------------------ | ---------------------------------------------------------------------------- | ------------------------------------ |
| AFC          | UAE Mohammed Abdulla Hassan Mohamed  | UAE Mohammed Al Hammadi UAE Hasan Al Mahri                                   | QAT Khamis Al-Marri                  |
| CAF          | SEN Maguette N'Diaye                 | SEN Djibril Camara SEN El Hadji Malick Samba                                 | MAR Rédouane Jiyed                   |
| CONCACAF     | GUA Mario Escobar                    | JAM Nicholas Anderson GUA Humberto Panjoj                                    | CAN Drew Fischer                     |
| CONMEBOL     | BRA Edina Alves URU Esteban Ostojich | BRA Neuza Back ARG Mariana de Almeida URU Nicolás Taran URU Richard Trinidad | CHI Julio Bascuñán COL Nicolás Gallo |
| OFC          | TAH Abdelkader Zitouni               |                                                                              |                                      |
| UEFA         | NED Danny Makkelie                   | NED Mario Diks NED Hessel Steegstra                                          | NED Kevin Blom NED Jochem Kamphuis   |

## Sedes
A FIFA anunciou as sedes em 23 de dezembro de 2020. Em 18 de janeiro de 2021, a entidade anunciou a adaptação do calendário de jogos da competição devido a desistência do Auckland City, deixando de utilizar o Estádio Internacional Khalifa.
| Al Rayyan | Al Rayyan             | Al Rayyan                     |
| --------- | --------------------- | ----------------------------- |
| Al Rayyan | Estádio Ahmed bin Ali | Estádio da Cidade da Educação |
| Al Rayyan | Capacidade: 40 740    | Capacidade: 45 350            |
| Al Rayyan |                       |                               |

## Elencos
Cada equipe precisa nomear uma lista contendo 23 jogadores (três destes obrigatoriamente precisam ser goleiros). Trocas por lesão serão aceitas até 24 horas antes da primeira partida da equipe.

## Partidas
Um sorteio foi realizado em 19 de janeiro de 2021 na sede da FIFA, em Zurique, para definir os confrontos das quartas de final (vencedor do play-off e as equipes da AFC, CAF e CONCACAF) e os oponentes dos vencedores das quartas de final nas semifinais (equipes da CONMEBOL e UEFA). No momento do sorteio a identidade da equipe da CONMEBOL não era conhecida.
|  |                                |                                |                                |             |                           |                           |                |                |            |            |  |  |                            |                            |
|  | Play-off                       | Play-off                       |                                |             | Quartas de final          | Quartas de final          |                |                | Semifinais | Semifinais |  |  | Final                      | Final                      |
|  | 1 de fevereiro – Ahmed bin Ali |                                |                                |             |                           |                           |                |                |            |            |  |  |                            |                            |
|  | Al-Duhail (wo)                 | 3                              |                                |             | 4 de fevereiro – Educação | 4 de fevereiro – Educação |                |                |            |            |  |  |                            |                            |
|  | Al-Duhail (wo)                 | 3                              |                                |             | 4 de fevereiro – Educação | 4 de fevereiro – Educação |                |                |            |            |  |  |                            |                            |
|  | Auckland City                  | 0                              |                                |             | Al-Duhail                 | 0                         |                |                |            |            |  |  |                            |                            |
|  | Auckland City                  | 0                              | 8 de fevereiro – Ahmed bin Ali |             | Al-Duhail                 | 0                         |                |                |            |            |  |  |                            |                            |
|  |                                |                                |                                |             | Al-Ahly                   | 1                         |                |                |            |            |  |  |                            |                            |
|  | Al-Ahly                        | 0                              |                                |             | Al-Ahly                   | 1                         |                |                |            |            |  |  |                            |                            |
|  | Al-Ahly                        | 0                              |                                |             |                           |                           |                |                |            |            |  |  |                            |                            |
|  |                                |                                | Bayern de Munique              | 2           |                           |                           |                |                |            |            |  |  |                            |                            |
|  |                                |                                | Bayern de Munique              | 2           |                           |                           |                |                |            |            |  |  |                            |                            |
|  |                                |                                | 11 de fevereiro – Educação     |             |                           |                           |                |                |            |            |  |  |                            |                            |
|  |                                |                                |                                |             |                           |                           |                |                |            |            |  |  |                            |                            |
|  | Bayern de Munique              | 1                              |                                |             |                           |                           |                |                |            |            |  |  |                            |                            |
|  | Bayern de Munique              | 1                              | 4 de fevereiro – Ahmed bin Ali |             |                           |                           |                |                |            |            |  |  |                            |                            |
|  |                                | Tigres UANL                    | 0                              |             |                           |                           |                |                |            |            |  |  |                            |                            |
|  |                                |                                | 0                              | Tigres UANL | 2                         |                           |                |                |            |            |  |  |                            |                            |
|  | 7 de fevereiro – Educação      |                                |                                | Tigres UANL | 2                         |                           |                |                |            |            |  |  |                            |                            |
|  |                                | Ulsan                          | 1                              |             |                           |                           |                |                |            |            |  |  |                            |                            |
|  | Palmeiras                      | Ulsan                          | 1                              | 0           |                           |                           |                |                |            |            |  |  |                            |                            |
|  | Palmeiras                      | Quinto lugar                   | Quinto lugar                   | 0           |                           |                           | Terceiro lugar | Terceiro lugar |            |            |  |  |                            |                            |
|  |                                | Quinto lugar                   | Quinto lugar                   |             | Tigres UANL               | 1                         | Terceiro lugar | Terceiro lugar |            |            |  |  |                            |                            |
|  | Ulsan                          | 1                              | Al-Ahly (pen)                  | 0 (3)       | Tigres UANL               | 1                         |                |                |            |            |  |  |                            |                            |
|  | Ulsan                          | 1                              | Al-Ahly (pen)                  | 0 (3)       |                           |                           |                |                |            |            |  |  |                            |                            |
|  | Al-Duhail                      | 3                              | Palmeiras                      | 0 (2)       |                           |                           |                |                |            |            |  |  |                            |                            |
|  | Al-Duhail                      | 3                              | Palmeiras                      | 0 (2)       |                           |                           |                |                |            |            |  |  |                            |                            |
|  | 7 de fevereiro – Ahmed bin Ali | 7 de fevereiro – Ahmed bin Ali |                                |             |                           |                           |                |                |            |            |  |  | 11 de fevereiro – Educação | 11 de fevereiro – Educação |

Todas as partidas seguem o fuso horário local (UTC+3).

### Play-off
| 1 de fevereiro de 2021 | Al-Duhail | 3 – 0     | Auckland City | Estádio Ahmed bin Ali, Al Rayyan |
| 20:30                  |           | Relatório |               |                                  |

### Quartas de final
| 4 de fevereiro de 2021 | Tigres UANL             | 2 – 1     | Ulsan           | Estádio Ahmed bin Ali, Al Rayyan |
| 17:00                  | Gignac 38', 45+5' (pen) | Relatório | Kim Kee-hee 24' | Árbitro: URU Esteban Ostojich    |

| Tigres | Ulsan |

| 4 de fevereiro de 2021 | Al-Duhail | 0 – 1     | Al-Ahly       | Estádio da Cidade da Educação, Al Rayyan |
| 20:30                  |           | Relatório | El Shahat 30' | Árbitro: GUA Mario Escobar               |

| Al-Duhail | Al-Ahly |

### Disputa pelo quinto lugar
| 7 de fevereiro de 2021 | Ulsan              | 1 – 3     | Al-Duhail                            | Estádio Ahmed bin Ali, Al Rayyan |
| 18:00                  | Yoon Bit-garam 62' | Relatório | Edmilson 21' · Muntari 66' · Ali 82' | Árbitro: BRA Edina Alves         |

| Ulsan | Al-Duhail |

### Semifinais
| 7 de fevereiro de 2021 | Palmeiras | 0 – 1     | Tigres UANL      | Estádio da Cidade da Educação, Al Rayyan |
| 21:00                  |           | Relatório | Gignac 54' (pen) | Árbitro: NED Danny Makkelie              |

| Palmeiras | Tigres |

| 8 de fevereiro de 2021 | Al-Ahly | 0 – 2     | Bayern de Munique    | Estádio Ahmed bin Ali, Al Rayyan             |
| 21:00                  |         | Relatório | Lewandowski 17', 86' | Árbitro: UAE Mohammed Abdulla Hassan Mohamed |

| Al-Ahly | Bayern |

### Disputa pelo terceiro lugar
| 11 de fevereiro de 2021 | Al-Ahly | 0 – 0     | Palmeiras | Estádio da Cidade da Educação, Al Rayyan |
| 18:00                   |         | Relatório |           | Árbitro: SEN Maguette N'Diaye            |

|                                      |       | Pênaltis                                           |  |
| Banoun El Solia M. Mohsen Hany Ajayi | 3 – 2 | Rony Luiz Adriano Gustavo Scarpa Gómez Felipe Melo |  |

| Al-Ahly | Palmeiras |

### Final
| 11 de fevereiro de 2021 | Bayern de Munique | 1 – 0     | Tigres UANL | Estádio da Cidade da Educação, Al Rayyan |
| 21:00                   | Pavard 59'        | Relatório |             | Árbitro: URU Esteban Ostojich            |

| Bayern | Tigres |

## Premiação
| Copa do Mundo de Clubes da FIFA de 2020 |
| Alemanha                                |
| --------------------------------------- |
| Bayern de Munique Campeão (2.º título)  |

Fair Play
| Fair play | Al-Duhail |

### Individuais
| Bola de Ouro                           | Bola de Prata                | Bola de Bronze                     |
| -------------------------------------- | ---------------------------- | ---------------------------------- |
| Robert Lewandowski (Bayern de Munique) | André-Pierre Gignac (Tigres) | Joshua Kimmich (Bayern de Munique) |

## Classificação final
Para estatísticas, partidas decididas na prorrogação são consideradas como vitória e derrota e partidas decididas nos pênaltis são contadas como empate.
| Pos. | Equipes           | Pts | J | V | E | D | GP | GC | SG |
| ---- | ----------------- | --- | - | - | - | - | -- | -- | -- |
| 1    | Bayern de Munique | 6   | 2 | 2 | 0 | 0 | 3  | 0  | +3 |
| 2    | Tigres UANL       | 6   | 3 | 2 | 0 | 1 | 3  | 2  | +1 |
| 3    | Al-Ahly           | 4   | 3 | 1 | 1 | 1 | 1  | 2  | –1 |
| 4    | Palmeiras         | 1   | 2 | 0 | 1 | 1 | 0  | 1  | –1 |
| 5    | Al-Duhail         | 6   | 3 | 2 | 0 | 1 | 6  | 2  | +4 |
| 6    | Ulsan             | 0   | 2 | 0 | 0 | 2 | 2  | 5  | –3 |
| 7    | Auckland City     | 0   | 1 | 0 | 0 | 1 | 0  | 3  | –3 |

## Estatísticas

### Artilharia
3 gols (1)
- André-Pierre Gignac (Tigres UANL)

2 gols (1)
- Robert Lewandowski (Bayern de Munique)

1 gols (7)
- Almoez Ali (Al-Duhail)
- Benjamin Pavard (Bayern de Munique)
- Edmilson Junior (Al-Duhail)
- Hussein El Shahat (Al-Ahly)
- Kim Kee-hee (Ulsan Hyundai)
- Mohammed Muntari (Al-Duhail)
- Yoon Bit-garam (Ulsan Hyundai)

### Homem do Jogo
- Al-Duhail–Auckland City
- Tigres UANL–Ulsan Hyundai:  André-Pierre Gignac
- Al-Duhail–Al-Ahly:  Ayman Ashraf
- Ulsan Hyundai–Al-Duhail:  Edmilson Junior
- Palmeiras–Tigres UANL:  Luis Enrique Quiñones
- Al-Ahly–Bayern de Munique:  Robert Lewandowski
- Al-Ahly–Palmeiras:  Mohamed El-Shenawy
- Bayern de Munique–Tigres UANL:  Robert Lewandowski